# Saint Peter Basseterre
Saint Peter Basseterre is een van de veertien parishes van Saint Kitts en Nevis. Het ligt op het hoofdeiland Saint Kitts en de hoofdstad is Monkey Hill.

## Overzicht
De hoofdplaats is vernoemd naar de vervetten die veel voorkomen in de heuvels. De apen zijn een invasieve soort die in de 17e eeuw vanuit Afrika naar het eiland gebracht als huisdieren. Het aantal meerkatten op Saint Kitts en Nevis werd in 2020 geschat op 60.000. Er is een eenvoudig wandelpad van het dorp Belle Vue aan de Atlantische kust naar de top van de gelijknamige heuvel die 402 meter hoog is.
De Robert L. Bradshaw International Airport bevindt zich in de parish, en is het belangrijkste internationale vliegveld van het eiland.
Château de la Montagne of Fountain Estate was een kasteel op de berg met uitzicht op de hoofdstad Basseterre. Het was in de jaren 1640 gebouwd door Phillippe de Longvilliers de Poincy, de gouverneur van het Franse gedeelte. In 1690 werd het kasteel verwoest door een aardbeving. Een gedeelte was overgebleven, maar werd door de orkaan van 1772 getroffen, en alleen ruïnes zijn overgebleven.

## Geboren
- Atiba Harris (1985), voetballer[8]
- Kim Collins (1976), sprinter[9]

Saint Kitts: Christ Church Nichola Town · Saint Anne Sandy Point · Saint George Basseterre · Saint John Capisterre · Saint Mary Cayon · Saint Paul Capisterre · Saint Peter Basseterre · Saint Thomas Middle Island · Trinity Palmetto Point

Nevis: Saint George Gingerland · Saint James Windward · Saint John Figtree · Saint Paul Charlestown · Saint Thomas Lowland